# Epimelitta lestradei
Epimelitta lestradei är en skalbaggsart som beskrevs av Peñaherrera och Tavakilian 2003. Epimelitta lestradei ingår i släktet Epimelitta och familjen långhorningar. Inga underarter finns listade i Catalogue of Life.